# Lilium washingtonianum

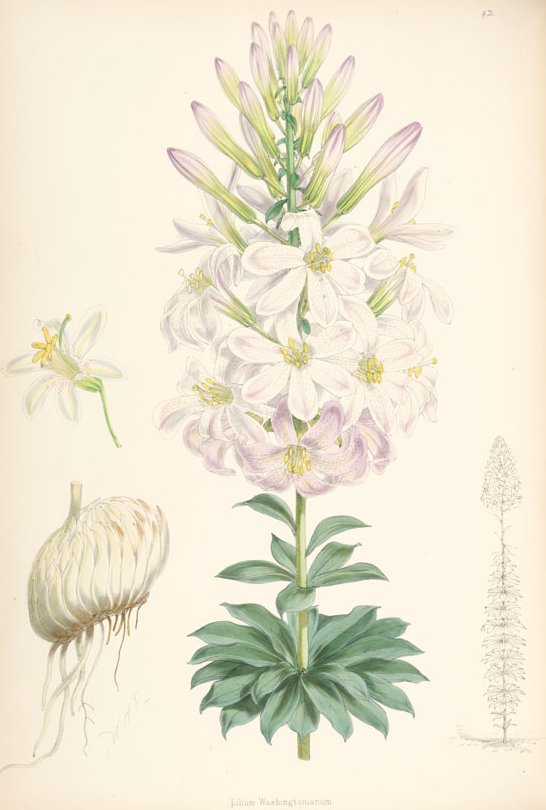
Ilustração.

Lilium washingtonianum é uma espécie de lírio. A planta é nativa de Cascade Range e Sierra Nevada na região oeste dos Estados Unidos.